# Robert Hastings (nhà UFO học)
Robert Lambert Hastings (sinh ngày 6 tháng 5 năm 1950), hoặc Robert L. Hastings, là nhà nghiên cứu UFO, tác giả và nhà làm phim người Mỹ nổi tiếng với trải nghiệm cá nhân của ông trong sự kiện Malmstrom UFO năm 1967 và nghiên cứu sâu rộng sau này của ông về hiện tượng quan sát thấy UFO xung quanh và ảnh hưởng đến các cơ sở hạt nhân.

## Thân thế và sự kiện Malmstrom
Hastings quê quán tại Albuquerque, New Mexico. Cha ông tên Robert E. Hastings là thành viên của Không quân Mỹ và đóng quân tại Căn cứ Không quân Malmstrom ở Great Falls, Montana. Lúc còn thiếu niên, (Robert L.) Hastings từng làm lao công tại bãi phóng tên lửa hạt nhân Minuteman nằm gần Căn cứ Không quân Malmstrom. Tháng 3 năm 1967, bản thân ông và những người khác đã tận mắt chứng kiến sự kiện UFO xung quanh căn cứ này thông qua tín hiệu radar.

## Học vấn và sự nghiệp
Hastings thi đậu lấy bằng BFA về Nhiếp ảnh tại Đại học Ohio vào năm 1972 rồi sau đó làm kỹ thuật viên nhiếp ảnh tại Đại học Northern Illinois từ năm 1973 đến năm 1981. Ngay từ năm 1981, ông đã lên tiếng phát biểu tại nhiều tổ chức khác nhau về việc chính phủ Mỹ che đậy UFO. Ông nghiên cứu kính hiển vi điện tử từ năm 1986 đến năm 1988 tại Trường Đại học San Joaquin Delta. Từ năm 1988 đến năm 2002, Hastings vào làm nhà phân tích phòng thí nghiệm tại hãng Philips Semiconductors ở Albuquerque, New Mexico.
Trong những năm qua, Hastings đã phỏng vấn hơn 160 cựu chiến binh về các trường hợp UFO tại những cơ sở hạt nhân. Ông đã biên soạn các cuộc phỏng vấn này thành cuốn sách có nhan đề UFOs & Nukes được xuất bản vào năm 2017. Năm 2016, ông đạo diễn bộ phim tài liệu mang tên UFOs and Nukes: The Secret Link Revealed, kể về một số cựu chiến binh mà ông từng phỏng vấn cho cuốn sách có nhan đề tương tự.

## Tác phẩm
- Hastings, Robert Lambert (ngày 12 tháng 5 năm 2017). UFOs & Nukes: Extraordinary Encounters at Nuclear Weapons Sites (bằng tiếng Anh). CreateSpace Independent Publishing Platform. ISBN 978-1-5448-2219-8.
- Hastings, Robert; Jacobs, Dr Bob (ngày 30 tháng 10 năm 2019). Confession: Our Hidden Alien Encounters Revealed (bằng tiếng Anh). Independently published. ISBN 978-1-6956-8885-8.